# Список млекопитающих, занесённых в Красную книгу Амурской области
Список млекопитающих (всего 21 вид), занесённых в Красную книгу Амурской области.